# Trois tombes du XVIIIe siècle à Čenej
Trois tombes du XVIIIe siècle (en serbe cyrillique : Три надгробне плоче у Ченеју ; en serbe latin : Tri nadgrobne ploče u Čeneju) sont situées à Čenej, sur le territoire de la ville de Novi Sad, en Serbie. En raison de leur valeur patrimoniale, elles sont inscrites sur la liste des monuments culturels protégés de la république de Serbie (identifiant no SK 1590).